# Campionat del món de ciclisme en pista de 1922
El Campionat Mundial de Ciclisme en Pista de 1922 es va celebrar a Liverpool (Anglaterra) del 29 de juliol al 7 d'agost de 1922 i a París (França) al 17 de setembre de 1922.
Les competicions es van celebrar en un principi a Liverpool però per culpa de la pluja no es van poder disputar les finals. Aquestes es van disputar a París al setembre. En total es va competir en 3 disciplines, 2 de professionals i 1 d'amateurs.

## Resultats

### Professional
| Prova                | Or                            | Argent                    | Bronze                    |
| Velocitat individual | Piet Moeskops · Països Baixos | Robert Spears · Austràlia | Aloïs De Graeve · Bèlgica |
| Darrere moto         | Léon Vanderstuyft · Bèlgica   | Paul Suter · Suïssa       | Gustave Ganay · França    |

#### Amateur
| Prova                | Or                          | Argent                          | Bronze                       |
| Velocitat individual | Thomas Johnson · Regne Unit | Maurice Peeters · Països Baixos | William Ormston · Regne Unit |

## Medaller
| Pos. | País          | Or | Plata | Bronze | Total |
| 1    | Països Baixos | 1  | 1     | 0      | 2     |
| 2    | Bèlgica       | 1  | 0     | 1      | 2     |
| -    | Regne Unit    | 1  | 0     | 1      | 2     |
| 4    | Austràlia     | 0  | 1     | 0      | 1     |
| -    | Suïssa        | 0  | 1     | 0      | 1     |
| 6    | França        | 0  | 0     | 1      | 1     |